# Tipula (Vestiplex) hemiptera strobliana
Tipula (Vestiplex) hemiptera strobliana is een ondersoort van de tweevleugelige Tipula (Vestiplex) hemiptera uit de familie langpootmuggen (Tipulidae). De ondersoort komt voor in het Palearctisch gebied.